# Sigmund Ignaz von Wolkenstein-Trostburg
Sigmund Ignaz von Wolkenstein-Trostburg, (ca. 1644 - Innsbruck, 22 december 1696) Reichsgraf von Wolkenstein-Trostburg was een Duits bisschop.
Hij was de zoon van Berthold von Wolkenstein-Trostburg en Joanna von Freiberg. Op 40-jarige leeftijd werd hij priester gewijd in Salzburg, en kanunnik in Salzburg. Hij werd op 15 april 1689 benoemd tot prins-bisschop van Chiemsee, zijn wijding werd uitgevoerd door de aartsbisschop van Salzburg Johann Ernst von Thun. Hij bleef bisschop tot aan zijn dood. Hij overleed op 22 december 1696 in Innsbruck en werd in Salzburg begraven.
- Gemeinsame Normdatei: 120091550
- Virtual International Authority File: 5753262